# Eleutherodactylus coqui
Espèce
Statut de conservation UICN

 LC  : Préoccupation mineure
Eleutherodactylus coqui est une espèce d'amphibiens de la famille des Eleutherodactylidae.

## Répartition
Cette espèce est originellement endémique de Porto Rico. Elle se rencontre du niveau de la mer à 1 200 m d'altitude.
Elle a été introduite aux îles Vierges américaines, au Costa Rica et aux États-Unis en Floride et à Hawaï.

## Description

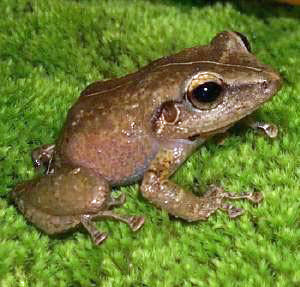
Eleutherodactylus coqui

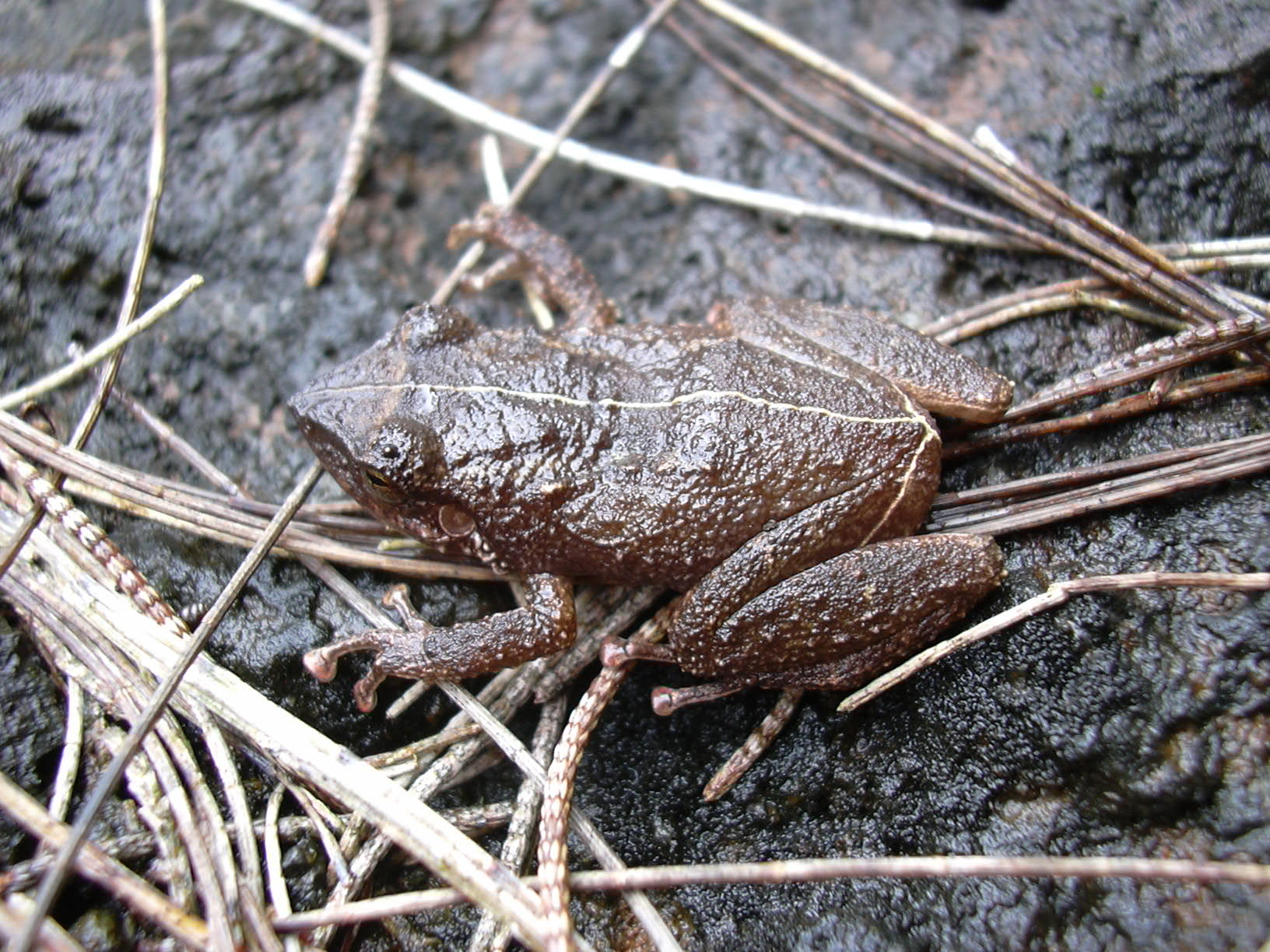
Eleutherodactylus coqui

Les femelles mesurent jusqu'à 52 mm.

## Espèce invasive
Après son introduction à Hawaï à bord de pépinières, cette espèce de grenouille a colonisé environ 5 ha de forêt dans la réserve de Kuliouou. Afin de réduire les nuisances sonores provoquées, notamment, par les individus mâles de cette espèce, les autorités locales ont décidé de recourir à des drones pour épandre de l'acide citrique sur la zone colonisée par les grenouilles.

## Publication originale
- Thomas, 1966 : New species of Antillean Eleutherodactylus. Quarterly Journal of the Florida Academy of Science, vol. 28, no 4, p. 375-391 (texte intégral).